# Waldemar Mueller
Georg Waldemar Mueller (* 28. Juni 1851 in Lissa, Provinz Posen; † 30. Dezember 1924 in Berlin) war ein deutscher Politiker und Bankvorstandsmitglied.

## Leben
Nach einem Jurastudium wurde Mueller 1878 Landrat in Marienwerder. 1884 wurde er im Reichstagswahlkreis Regierungsbezirk Marienwerder 1 zum Mitglied des Reichstags gewählt, wo er bis 1891 als Abgeordneter vertreten war. Von 1885 bis 1890 war er Bürgermeister der Stadt Posen und Vertreter der Stadt im Preußischen Herrenhaus.
1890 wurde er Mitglied im Direktorium der Reichsbank. 1896 schied er aus diesem Amt aus, um Vorstandsmitglied der Dresdner Bank zu werden. 1914 wechselte er in deren Aufsichtsrat.
Muellers Verdienst für die Dresdner Bank lag in der Erschließung der boomendem rheinisch-westfälischen Schwerindustrie, die vorher ein schwieriges Verhältnis zu den Berliner Banken hatte. Umgekehrt hatte er wesentlichen Anteil an der Finanzierung des deutschen Kohlebergbaus, der Elektrifizierung Deutschlands und des Ausbaus der Eisen- und Stahlindustrie im Rheinland und im Ruhrgebiet.
Sein Grab befindet sich nach einer Umbettung im Jahr 1939 auf dem Südwestkirchhof Stahnsdorf.

## Aufsichtsratsmandate
Mueller war unter anderem in den Aufsichtsräten der Saar- und Mosel-Bergwerks-Gesellschaft, des RWE, der Phönix AG für Bergbau und Hüttenbetrieb, der Deutsch-Luxemburgischen Bergwerks- und Hütten-AG, der Zeche Nordstern sowie des Mülheimer Bergwerks-Vereins vertreten.